# Cemitério Judaico de Waibstadt
O Cemitério Judaico de Waibstadt (em alemão:  Jüdischer Friedhof Waibstadt) em Waibstadt no distrito de Rhein-Neckar-Kreis no norte de Baden-Württemberg foi estabelecido no século XVII. É um monumento histórico protegido.

## História

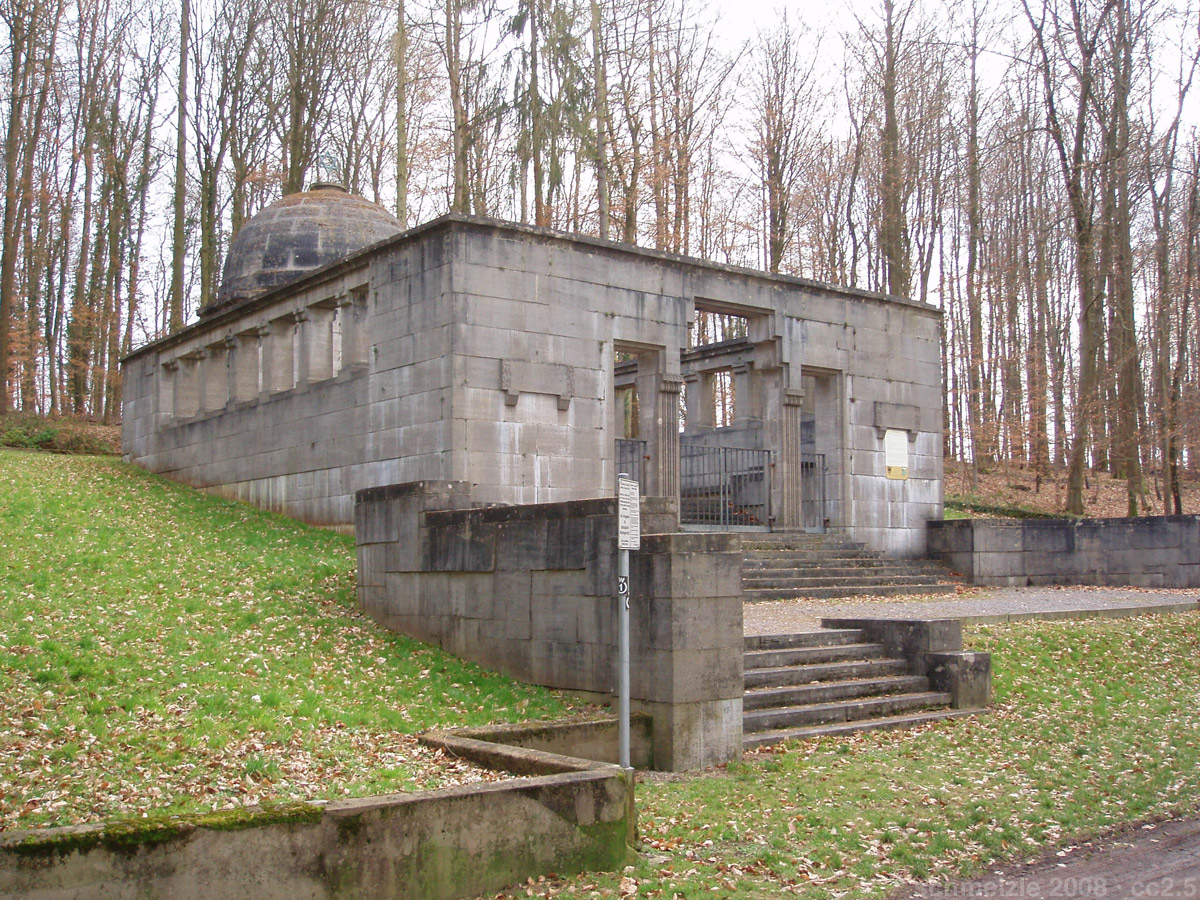
Mausoleum Weil (2008)

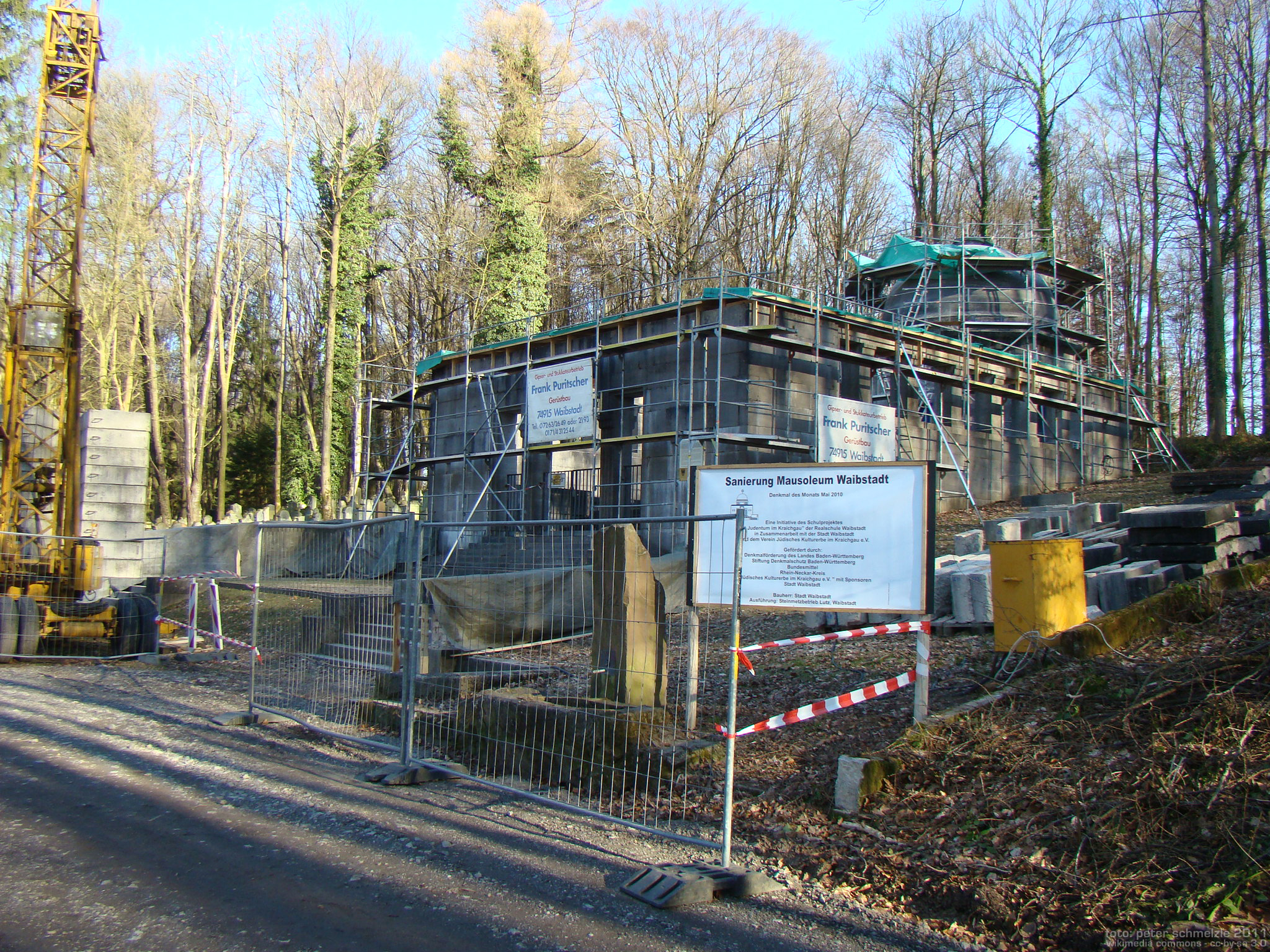
Reforma do Mausoleu Weis 2011

Como não era permitido a judeus sepultarem seus mortos em cemitérios cristãos, os judeus de Kraichgau eram obrigados a sepultá-los no cemitério judaico de Speyer (até 1435) e depois no Cemitério Judaico de Worms. Para os judeus de Kraichgau foi estabelecido primeiro o Cemitério Judaico de Oberöwisheim (a partir de 1629) e mais tarde o Cemitério Judaico de Waibstadt.
O Cemitério de Waibstadt Am Mühlbergwald possui uma área de 233,32 ares com 2556 matzevas, a mais antiga datada de 1690 e a mais recente de 1940. 18 comunidades judaicas construíram o cemitério.